# ثلاثية الدولارات
ثلاثية الدولارات (بالإيطالية: Trilogia del dollaro)‏، والمعروفة أيضًا باسم ثلاثية الرجل بلا اسم (بالإيطالية: Trilogia dell'Uomo senza nome)‏، هي سلسلة أفلام إيطالية مكونة من ثلاثة أفلام من نوع ويسترن سباغيتي أخرجها سيرجيو ليون.
الأفلام هي (حسب ترتيب الظهور) حفنة من الدولارات (سنة 1964)، و"من أجل بضعة دولارات أكثر" (سنة 1965)، و "الطيب والشرس والقبيح" (سنة 1966). تكلفت بتوزيع النسخة الإنجليزية من الأفلام، شركة United Artists، في حين وزعت النسخ الإيطالية كل من Unidis وPEA.
اكتسبت السلسلة شهرة كبيرة باعتبارها أساس لأفلام السباغيتي ويسترن، وشجعت الكثير لاخراج العديد من أفلام السباغيتي ويسترن الأخرى. تُدرج الأفلام الثلاثة باستمرار ضمن قائمة أفضل الأفلام الغربية تقييمًا في التاريخ.
من غير قصد من ليون، إلا أن اعتبرت الثلاثية تتبعا لمغامرات نفس الرجل الذي يسمى " الرجل بلا اسم " (الذي جسده كلينت إيستوود، مرتديًا نفس الملابس ويتصرف بنفس السلوكيات). مفهوم "الرجل بلا اسم" من ابداعات شركة التوزيع الأمريكية United Artists، التي كانت تبحث عن زاوية قوية لبيع الأفلام باعتبارها ثلاثية. في الواقع، حملت الشخصية اسمًا (رغم أنه اسم مستعار) مختلفًا في كل فيلم: "جو"، و"مانكو"، و"بلوندي"، على التوالي.